# Banca Popolare dell'Emilia Romagna
La Banca Popolare dell'Emilia Romagna en un grupo bancario con sede en Módena, Emilia-Romaña, presente en Europa con una red de 1.300 oficinas.

## Historia
El banco nace en el 1867 con el nombre de Banca Popolare di Modena Scarl. Después de la fusión con la Banca Cooperativa di Bologna (acontecida en 1983) el nombre es modificado por Banca Popolare dell'Emilia, sustituido por la razón social actual tras la fusión con la Banca Popolare di Cesena en 1992.
Cotiza en el mercado MTA de la Bolsa italiana, en el índice FTSE Italia Mid Cap. A 26 de marzo de 2010 resultaba ser el octavo banco italiano en la clasificación de las 15 entidades bancarias con mayor capitalización de la bolsa italiana (datos en miles de millones de euros):
1. Unicredit - 41.72  (enlace roto disponible en Internet Archive; véase el historial, la primera versión y la última).
2. Intesa Sanpaolo - 33.24
3. Mediobanca - 6.89
4. Monte dei Paschi di Siena - 6.46  (enlace roto disponible en Internet Archive; véase el historial, la primera versión y la última).
5. UBI Banca - 6.40
6. Banco Popolare - 3.31
7. Banca Carige - 3.23  (enlace roto disponible en Internet Archive; véase el historial, la primera versión y la última).
8. Banca Popolare dell'Emilia Romagna - 2.60
9. Banca Popolare di Sondrio - 2.27
10. Banca Popolare di Milano - 1.97
11. Credito Emiliano - 1.76
12. Credito Bergamasco - 1.43  (enlace roto disponible en Internet Archive; véase el historial, la primera versión y la última).
13. Credito Valtellinese - 1.0
14. Banca Generali - 0.94
15. Banco Desio - 0.48

## El grupo
El banco en sí mismo tiene una red de 779 oficinas localizadas en 15 regiones italianas. Está a la cabeza del Grupo BPER, una entidad federal compuesta de 5 filiales, todas autónomas y bien arraigadas en sus regiones de origen. El grupo tiene presencia en 18 regiones italianas, a través de una red de más de 1300 sucursales.
En el extranjero controla el Volksbank, presente en República Checa, Eslovaquia, Hungría, Rumania, Serbia, Eslovenia, Croacia y Bosnia; el EMRO Finance Ireland en Irlanda; el BPER International Advisory Company en Luxemburgo; el Sofipo en Suiza y Sintesi 2000 que tiene oficinas de representación en Shanghái y Hong Kong.

### Sociedades del grupo
Además de la cabeza del grupo, Banca Popolare dell'Emilia Romagna, el grupo BPER está compuesto de otras 5 filiales:
- Banca di Sassari S.p.A. (98,96%)
- Banca popolare dell’Emilia Romagna (Europe) International s.a. (100%)
- Banco di Sardegna S.p.A. (51%)
- Cassa di Risparmio di BRA S.p.A. (67%)
- Cassa di Risparmio di Saluzzo S.p.A. (100%)

## Nota
1. ↑  La clasificación no tiene en cuenta BNL ni Antonveneta porqué son filiales de grupos extranjeros, ni Mediolanum ni UGF, porque estos incluyen actividad aseguradora.

- Datos: Q806167
- Multimedia: Gruppo BPER / Q806167